# Inácio de Albuquerque Maranhão
Inácio Leopoldo de Albuquerque Maranhão (Capitania da Paraíba, ? — Recife, 6 de setembro de 1817) foi um senhor de engenho e revolucionário brasileiro.
Foi um dos líderes e mártires da Revolução Pernambucana. Condenado à morte por crime de lesa-majestade, foi enforcado e esquartejado.

## Biografia
Inácio Leopoldo de Albuquerque Maranhão nasceu na então Capitania da Paraíba. Abastado morador da vila de Pilar, era dono do Engenho Espírito Santo. 
Também descendente direto de Jerônimo de Albuquerque, o Adão Pernambucano. 
Foi um dos líderes da Revolução Pernambucana em terras paraibanas. Condenado à morte por crime de lesa-majestade, subiu ao patíbulo no Recife em 6 de setembro de 1817. Enforcado, teve o seu corpo morto esquartejado: o tronco foi arrastado a cauda de cavalos pelas ruas recifenses até o cemitério; suas mãos foram expostas na vila de Pilar; e sua cabeça foi exposta na cidade da Parahyba.